# Nakashibetsu Sports Park Speed Skating Arena
De Nakashibetsu Sports Park Speed Skating Arena (中標津町運動公園スピードスケート場) is een ijsbaan in Nakashibetsu in de prefectuur Hokkaido in het noorden van Japan. De openlucht-natuurijsbaan is geopend in 2014 en ligt op 58 meter boven zeeniveau. 